# Francis Guinan
Francis V. Guinan Jr. (* 17. November 1951 in Council Bluffs, Iowa) ist ein US-amerikanischer Schauspieler.
Er seit 1979 Mitglied der Steppenwolf Theatre Company. In deren Rahmen war er neben seinen Film- und Fernsehauftritten auch in diversen Theaterstücken zu sehen.

## Filmographie (Auswahl)
- 1988: Die Schlange im Regenbogen (The Serpent and the Rainbow)
- 1988: Der letzte Outlaw (Miles from Home)
- 1991–1992: Eerie, Indiana (Fernsehserie, 19 Episoden)
- 1992: Wie ein Licht in dunkler Nacht (Shining Through)
- 1997: Speed 2 (Speed 2: Cruise Control)
- 2001: Hannibal
- 2005: Constantine
- 2010: Die Legende von Aang (The Last Airbender)
- 2010: All Beauty Must Die
- 2011–2012: Boss (Fernsehserie, 12 Episoden)
- 2012: Mike & Molly (Fernsehserie, 3 Episoden)
- 2020: Saint Frances